# Острувек (гміна, Любартовський повіт)
Гміна Острувек (пол. Gmina Ostrówek) — сільська гміна у східній Польщі. Належить до Любартівського повіту Люблінського воєводства.
Станом на 31 грудня 2011 у гміні проживало 4050 осіб.

## Площа
Згідно з даними за 2007 рік площа гміни становила 89.99 км², у тому числі:
- орні землі: 76.00%
- ліси: 16.00%

Таким чином, площа гміни становить 6.97% площі повіту.

## Населення
Станом на 31 грудня 2011:
| Опис     | Загалом | Загалом | Чоловіки | Чоловіки | Жінки | Жінки |
| -------- | ------- | ------- | -------- | -------- | ----- | ----- |
| одиниця  | осіб    | %       | осіб     | %        | осіб  | %     |
| все      | 4050    | 100     | 1971     | 48.67    | 2079  | 51.33 |
| міське   | 0       | 100     | 0        |          | 0     |       |
| сільське | 4050    | 100     | 1971     | 48.67    | 2079  | 51.33 |

## Сусідні гміни
Гміна Острувек межує з такими гмінами: Чемерники, Фірлей, Коцьк, Любартів, Недзьв'яда, Семень.